# Ленкниця
Ленкниця (пол. Łęknica, нім. Lugknitz) — місто в західній Польщі, на річці Ниса-Лужицька.
Належить до Жарського повіту Любуського воєводства.

## Демографія
Демографічна структура станом на 31 березня 2011 року:
|          | Загалом | Допрацездатний вік | Працездатний вік | Постпрацездатний вік |
| -------- | ------- | ------------------ | ---------------- | -------------------- |
| Чоловіки | 1293    | 302                | 921              | 70                   |
| Жінки    | 1338    | 270                | 837              | 231                  |
| Разом    | 2631    | 572                | 1758             | 301                  |